# Lekkoatletyka na Letnich Igrzyskach Paraolimpijskich 2012 – 100 metrów T53 mężczyzn
W biegu na 100 metrów kl. T53 mężczyzn podczas Letnich Igrzysk Paraolimpijskich 2012 rywalizowało ze sobą 13 zawodników. W konkursie udział wzięli poruszający się na wózkach sportowcy z uszkodzonym rdzeniem kręgowym, posiadający pełną kontrolę nad rękami, niewielką nad tułowiem i jej pozbawieni nad nogami.

## Wyniki

### Eliminacje
Bieg 1
| Poz. | Zawodnik            | Narodowość                   | Rezultat | Uwagi |
| ---- | ------------------- | ---------------------------- | -------- | ----- |
| 1    | Mickey Bushell      | Wielka Brytania              | 14,86    | Q     |
| 2    | Yu Shiran           | Chiny                        | 15,06    | Q     |
| 3    | Brian Siemann       | Stany Zjednoczone            | 15,32    | Q     |
| 4    | Mohamed Bani Hashem | Zjednoczone Emiraty Arabskie | 16,01    |       |
| 5    | Sopa Intasen        | Tajlandia                    | 16,23    |       |
| 6    | Jung Dong Ho        | Korea Południowa             | 16,24    |       |
| 7    | Hitoshi Matsunaga   | Japonia                      | 16,79    |       |

Bieg 2
| Poz. | Zawodnik                   | Narodowość        | Rezultat | Uwagi |
| ---- | -------------------------- | ----------------- | -------- | ----- |
| 1    | Brent Lakatos              | Kanada            | 15,00    | Q     |
| 2    | Zhao Yufei                 | Chiny             | 15,15    | Q     |
| 3    | Ariosvaldo Fernandes Silva | Brazylia          | 15,22    | Q     |
| 4    | Hamad N M E Aladwani       | Kuwejt            | 15,62    | q     |
| 5    | Zach Abbott                | Stany Zjednoczone | 15,82    | q     |
| 6    | Pichet Krungget            | Tajlandia         | 16,49    |       |

### Finał
| Poz. | Zawodnik                   | Narodowość        | Rezultat | Uwagi |
| ---- | -------------------------- | ----------------- | -------- | ----- |
| 1    | Mickey Bushell             | Wielka Brytania   | 14,75    | PR    |
| 2    | Zhao Yufei                 | Chiny             | 15,09    |       |
| 3    | Yu Shiran                  | Chiny             | 15,20    |       |
| 4    | Ariosvaldo Fernandes Silva | Brazylia          | 15,31    |       |
| 5    | Brent Lakatos              | Kanada            | 15,31    |       |
| 6    | Brian Siemann              | Stany Zjednoczone | 15,39    |       |
| 7    | Hamad N M E Aladwani       | Kuwejt            | 15,47    |       |
| 8    | Zach Abbott                | Stany Zjednoczone | 15,51    |       |